# 亚洲金融大厦
亚洲金融大厦是位于北京市奥林匹克公园中心区的一座由北投集团运营的商业办公建筑物。同时兼做亚洲基础设施投资银行总部。该建筑于2016年9月23日奠基，2019年10月24日竣工。地上最高16层。